# Regió eclesiàstica Llombardia

La regió eclesiàstica llombarda al territori italià

La regió eclesiàstica Llombardia  és una de les setze regions eclesiàstiques en les que està dividit el territori de l'Església catòlica a Itàlia.

## Territori
El seu territori es correspon majoritàriament al de la regió administrativa homònima de la República Italiana, tot i que també està ocupada per les regions eclesiàstiques del Piemont, del Triveneto i de la Ligúria), així com d'una petita part de la província de Novara.

### Subdivisions
Aquesta regió eclesiàstica es correspon a la província eclesiàstica de l'arquebisbat de Milà:
- Arquebisbat de Milà
  - Bisbat de Bèrgam
  - Bisbat de Brescia
  - Bisbat de Como
  - Bisbat de Crema
  - Bisbat de Cremona
  - Bisbat de Lodi
  - Bisbat de Màntua
  - Bisbat de Pavia
  - Bisbat de Vigevano

## Història
L'Església llombarda, una de les més antigues del món i que es remunta al segle i, començà a estructurar-se cap al segle iii, obtenint una fisonomia precisa gràcies a l'obra de sant Ambròs de Milà, qui estengué la seva competència fins a Coira i lluità contra els cultes pagans i arrians.

### Ritus
A la regió eclesiàstica de la Llombardia, el ritu ambrosià és seguit per la major part de les parròquies de l'arquebisbat de Milà, així com algunes parròquies dels bisbats de Bèrgam, Lodi i Pavia. La resta de parròquies segueixen el ritu romà.

## Conferència episcopal llombarda
- President: cardenal Angelo Scola, arquebisbe de Milà
- Vicepresident: Dante Lafranconi, bisbe de Cremona
- Secretari: Mario Delpini, bisbe auxiliar de Milà

### Bisbes delegats pels diversos sectors pastorals
- Franco Agnesi, bisbe auxiliar de Milà, delegat per la pastorale dei migranti;
- Francesco Beschi, bisbe de Bèrgam, delegat per a l'evangelització i la cooperació entre els pobles;
- Roberto Busti, bisbe de Mantova, delegat per a les comunicacions socials;
- Oscar Cantoni, bisbe de Crema, delegat per la pastoral vocacional, delegat pels seminars;
- Diego Coletti, bisbe de Como, delegat per la litúrgia;
- Erminio De Scalzi, bisbe auxiliar de Milà, delegat per la comissió presbiteral regional, delegat per Caritas;
- Mario Delpini, bisbe auxiliar de Milà, delegat pels informes amb el seminari llombard, delegat per les comunicacions amb el Col·legi San Carlo de Roma;
- Vincenzo de Mauro, arquebisbe-bisbe emèrit de Vigevano, delegat pel laicat, delegat per la cultura i els béns culturals, delegat pel temps lliure, delegat per l'esport, delegat pel diaconat permanent;
- Maurizio Gervasoni, bisbe de Vigevano, delegat per la pastoral juvenil, els oratoris i l'esport, delegat pel treball, delegat per la pastoral social i la formació socio-politica;
- Dante Lafranconi, bisbe de Cremona, delegat per la família i la vida;
- Maurizio Malvestiti, bisbe de Lodi, delegat per l'ecumenisme, delegat GRIS (Grup de Recerca i Informació Socio-Religiosa), delegat pels Set, delegat pels problemes relacionats amb les noves religions;
- Paolo Martinelli, bisbe auxiliar de Milà, delegat per la vita consacrata, delegat per la caritat i la salut;
- Giuseppe Merisi, bisbe emèrit de Lodi, delegat per l'observatori jurídic legislatiu regional, delegat per la coordinació de l'economia, delegat per la promoció del sosteniment econòmic de l'Església, delegat pel sosteniment del clergat;
- Luciano Monari, bisbe de Brescia, delegat pel territori i la pastoral, delegat per la catequesi;
- Luigi Stucchi, bisbe auxiliar de Milà, delegat per Villa Cagnola a Gazzada Schianno;
- Pierantonio Tremolada, bisbe auxiliar de Milà, delegat per l'escola i la pastoral universitària.[1]